# Les Aventures du pirate Mad Dog
Pour les articles homonymes, voir Mad Dog.
Les Aventures du pirate Mad Dog est une émission de télévision québécoise en 70 épisodes d'environ 15 minutes diffusée du 30 mai au 2 septembre 1988, du lundi au vendredi à 11 h 45 à Télévision Quatre-Saisons.

## Distribution
- Maurice Vachon
- Pascale Cusson
- Michel Ledoux

## Fiche technique
- Scénarisation : Sylvie Nicholas, François Pageau et Denise Renaud
- Réalisation : Raymond Décarie